# Élections locales écossaises de 2007 à Dundee City
Pour un article plus général, voir Élections locales écossaises de 2007.

Les élections locales écossaises de 2007 à Dundee City se sont tenues le 3 mai 2007.

## Composition du conseil
Majorité absolue : 15 sièges
| Parti               | Sièges  |
| ------------------- | ------- |
| SNP                 | 13 / 29 |
| Travailliste        | 10 / 29 |
| Conservateur        | 3 / 29  |
| Libéraux-démocrates | 2 / 29  |
| Indépendant         | 1 / 29  |